# Sophie Hecquet
Arlette Hecquet, beter bekend als Sophie Hecquet (Dax, 9 oktober 1944 - Parijs, 28 oktober 2012), was een Franse zangeres en televisie- en radiopersoonlijkheid.

## Biografie
Hecquet start haar muzikale carrière onder het pseudoniem Jenny Ann en vergezelt Johnny Hallyday op diens tournees. Medio jaren zestig wordt ze radiopresentatrice op TMC. In de jaren tachtig verlaat ze de Monegaskische publieke omroep voor RTL. Ze is vooral bekend vanwege haar deelname namens Monaco aan het Eurovisie Songfestival 1975. In de Zweedse hoofdstad Stockholm eindigt ze met het nummer Une chanson c'est une lettre op de dertiende plek.
Hecquet sterft in 2012 aan complicaties ten gevolge van een operatie aan de aorta.
1959: Jacques Pills · 
1960: François Deguelt · 
1961: Colette Deréal · 
1962: François Deguelt · 
1963: Françoise Hardy · 
1964: Romuald · 
1965: Marjorie Noël · 
1966: Tereza · 
1967: Minouche Barelli · 
1968: Line & Willy · 
1969: Jean-Jacques · 
1970: Dominique Dussault · 
1971: Séverine · 
1972: Anne-Marie Godart & Peter McLane · 
1973: Marie · 
1974: Romuald · 
1975: Sophie · 
1976: Mary Christy · 
1977: Michèle Torr · 
1978: Caline & Olivier Toussaint · 
1979: Laurent Vaguener · 
2004: Märyon · 
2005: Lise Darly · 
2006: Séverine Ferrer
- Biblioteca Nacional de España: XX5111138
- Bibliothèque nationale de France: cb139352653 (data)
- International Standard Name Identifier: 0000 0001 2252 5404
- MusicBrainz: 8b4a0e08-3e96-4123-afaf-34163355b527
- Virtual International Authority File: 172316391
- WorldCat: E39PBJvmJBrbRj9qpkvBGBQyVC